# Вестерс, Эф
Эверхардюс (Эф) Вестерс (нидерл. Everhardus "Eef" Westers; 22 августа 1923, Амстердам — 25 мая 2000, там же) — нидерландский футболист, игравший на позиции полузащитника, выступал за команды «Де Спартан», «Аякс», «Стормвогелс», «Элинквейк» и «Зварте Схапен».

## Спортивная карьера
В возрасте 18 лет Вестерс дебютировал за футбольный клуб «Де Спартан», он так же играл за юношескую и основную сборную Амстердама. В январе 1950 года Эф мог перейти в клуб третьего класса «Холландия», но передумал, а спустя год стал игроком амстердамского «Аякса». Его одноклубники Ян Дитмейер и Ян Драйер так же перешли в «Аякс». В команде дебютировал 12 августа 1951 года в товарищеском матче с клубом «Эмма», а уже в следующем матче забил свой первый гол за «красно-белых». В чемпионате полузащитник впервые сыграл 2 сентября в матче первого тура против клуба ДОС. В следующем туре Эф отметился дублем в ворота клуба ВСВ. Встреча завершилась победой «Аякса» — 6:1. В одиннадцати матчах чемпионата Эф забил пять голов. В последний раз за «Аякс» он выходил на поле 18 ноября 1951 года в матче с «Энсхеде».
Летом 1952 года Эф Вестерс и Гюс Дрегер перешли в клуб «Стормвогелс». Эф быстро стал одним из лидеров команды и в течение двух сезонов защищал цвета клуба. В сентябре 1954 года он заключил контракт с клубом «Элинквейк» из Утрехта. Через два года его команда вышла в Эредивизи. За четыре сезона Вестерс провёл в Эредивизи 98 матчей и забил 9 голов. Летом 1960 года его контракт с клубом закончился и он покинул команду. Затем выступал за клуб «Зварте Схапен».

## Личная жизнь
Эверхардюс родился в августе 1923 года в Амстердаме. Отец — Эверхардюс Вестерс, мать — Гертрёйда Мария Хелгеринг, оба родителя были родом из Амстердама. Он был первым ребёнком в семье из четверых детей, у него были три младшие сестры.
Умер 25 мая 2000 года в Амстердаме в возрасте 76 лет. Церемония кремации состоялась 31 мая в крематории кладбища Де Ньиве Остер в Амстердаме.